# Еліот Самнер
Еліот Пауліна Самнер (англ. Eliot Paulina Sumner; нар. 30 липня 1990, Піза, Італія) — англійська співачка, авторка пісень й акторка. Донька музиканта Стінга й акторки Труді Стайлер.
Почали музичну кар'єру в юному віці і підписали контракт з Island Records у 17 років. Випустили дебютний альбом «The Constant» 2010 року під назвою «I Blame Coco». Вони знімалися у фільмах і телешоу, зокрема «Джентльмени» та «Не час помирати» та «Ріплі» 2024 року, який вийшов на Netflix.

## Молодість й освіта
Еліот Пауліна Самнер народилася 30 липня 1990 року в Пізі, Італія, у сім'ї музиканта Стінга (Гордон Самнер) й акторки Труді Стайлер. Виросла у Вілтширі, Англія, і здобули освіту в Браянстонській школі, а потім у Коледжі образотворчих мистецтв у Лондоні.
Росла в сімейному маєтку Лейк Хаус поблизу Стоунгенджа. У неї є два брати (Джейк і Джакомо), сестра (Міккі), старший зведений брат (Джо) і зведена сестра (Кейт). Сім'я прозвала Еліот «Коко». Захоплена природою, Самнер проводила багато часу на самоті в лісі. Сім'я подарувала їй першу гітару в чотири-п'ять років.

## Музична кар'єра

### «I Blame Coco»
Почала писати пісні у 15 років, і підписала угоду з Island Records у 17 років.
Шість місяців знадобилося на написання та запис дебютного альбому «The Constant» (2010) у Швеції з продюсером Класом Олундом, клавішником Емліном Майлардом та мультиінструменталістом і продюсером Елом Шуксом у складі гурту «I Blame Coco». Альбом містив елементи попмузики, електронної музики, ска та панку. У першому синглі «Caesar» брала участь шведська попспівачка Робін. Наступний сингл «Self Machine» вийшов у липні 2010 року.
За словами Крістіана Волберга, менеджера Самнер, Олунд, дуже хотів працювати з Самнер, оскільки бачив у неї «панк-рокера». Волберг сказав, що на електропоп-звучання альбому вплинув Даркус Біз, президент Island Records, і що якби Самнер підписала контракт з іншим звукозаписним лейблом, музика була б іншою.
Після запису та гастролей з «I Blame Coco» жила сама в котеджі в Озерному краї та зацікавилася хаусом.

### Сольна кар'єра

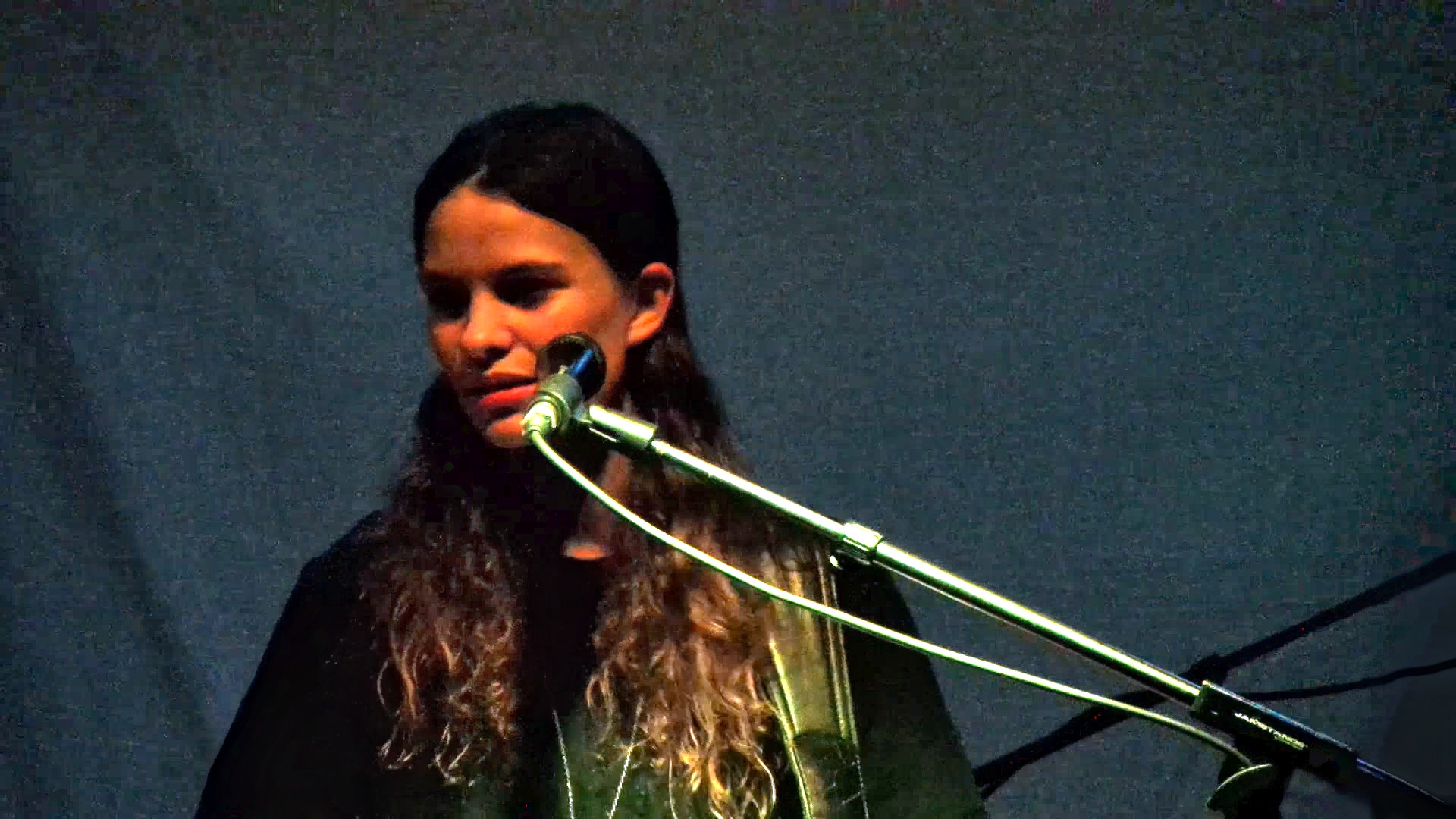
Самнер, 2015 рік

Заспівала кавер-версію пісні «Radiohead» «Creep» з Клінтом Менселлом для саундтреку до фільму «Багно» (2013).
2014 року заявила, що буде виступати під своїм ім'ям Еліот Самнер. Того ж року вийшов мініальбом «Information», а 2016 року з'явився повний альбом «Information». Брала участь у записах інших музикантів, зокрема її вокальна партія для пісні «End of the Road» від «Sway» та сингл «Splash» від Sub Focus.

### DJ
Працювала діджейкою у європпейських танцювальних клубах під псевдонімом Vaal.

## Акторська кар'єра
Мали ролі у фільмах «Я без тебе» (2001) і «Зоряний пил» (2007). 2019 року дебютували як дорослі актори у фільмі Ґая Річі «Джентльмени». Вони з'явилися у фільмі про Джеймса Бонда «007: Не час помирати» (2021). Зіграли мандрівників у трилері «Нескінченна буря» 2022 року.
У грудні 2021 року отримали повторну роль у драматичному серіалі Showtime «Ріплі». Самнер виконали роль Фредді, чоловічого персонажа. Спочатку оголошували про трансляцію на Showtime, але у лютому 2023 року повідомили, що серіал вийде на Netflix. Прем'єра відбулась 4 квітня 2024 року.

## Особисте життя
Втратила нюх після черепно-мозкової травми 2009 року. У грудні 2015 року сказала, що вони не вірять у гендерні ярлики та не ідентифікують себе з певною статтю. Вони використовують гендерно-нейтральні займенники.

## Дискографія

### Студійні альбоми
| Назва                            | Деталі                                                            | Найвища позиція | Найвища позиція | Найвища позиція | Найвища позиція | Найвища позиція | Найвища позиція | Найвища позиція | Найвища позиція | Найвища позиція |
| Назва                            | Деталі                                                            | UK              | AUT             | BEL (VL)        | BEL (WA)        | FRA             | GER             | POL             | SWI             |                 |
| -------------------------------- | ----------------------------------------------------------------- | --------------- | --------------- | --------------- | --------------- | --------------- | --------------- | --------------- | --------------- | --------------- |
| The Constant (як «I Blame Coco») | - Випуск: 8 November 2010 - Лейбл: Island - Формати: CD, цифровий | 86              | 58              | 82              | 88              | 41              | 31              | 36              | 72              |                 |
| Information                      | - Випуск: 22 January 2016 - Лейбл: Island - Формати: CD, цифровий | —               | —               | —               | —               | —               | 99              | —               | —               |                 |
| Nosferatu (як Vaal)              | - Випуск: 25 January 2019 - Лейбл: Pale Blue Dot - Формати: вініл | —               | —               | —               | —               | —               | —               | —               | —               |                 |

### Сингли

#### Як головна співачка
| Назва                    | Рік  | Найвища позиція | Найвища позиція | Найвища позиція | Найвища позиція | Альбом       |
| Назва                    | Рік  | UK              | BEL (VL)        | BEL (WA)        | GER             | Альбом       |
| ------------------------ | ---- | --------------- | --------------- | --------------- | --------------- | ------------ |
| «Caesar» (з Робін)       | 2010 | —               | —               | —               | —               | The Constant |
| «Selfmachine»            | 2010 | 64              | 53              | 93              | 56              | The Constant |
| «Quicker»                | 2010 | —               | 91              | —               | —               | The Constant |
| «In Spirit Golden»       | 2010 | —               | —               | —               | —               | The Constant |
| «Turn Your Back on Love» | 2011 | —               | —               | —               | —               | The Constant |
| «Information»            | 2014 | —               | —               | —               | —               | Information  |
| «I Followed You Home»    | 2014 | —               | —               | —               | —               | Information  |
| «Dead Arms & Dead Legs»  | 2015 | —               | —               | —               | —               | Information  |
| «After Dark»             | 2015 | —               | —               | —               | —               | Information  |
| «Firewood»               | 2015 | —               | —               | —               | —               | Information  |
| «Species»                | 2015 | —               | —               | —               | —               | Information  |

#### Як запрошена співачка
| Назва                   | Рік  | Пікові позиції на діаграмі | Пікові позиції на діаграмі  | Альбом     |
| Назва                   | Рік  | Велика Британія            | Велика Британія Танцювальна | Альбом     |
| ----------------------- | ---- | -------------------------- | --------------------------- | ---------- |
| «Animal» (з Мііке Snow) | 2009 | 98                         | —                           | Miike Snow |
| «Сплеск» (з Sub Focus)  | 2010 | 41                         | 7                           | Sub Focus  |

## Музичні кліпи
| Рік  | Назва                            | Режисер              |
| ---- | -------------------------------- | -------------------- |
| 2010 | «Caesar»                         | Гоуп Одікана         |
| 2010 | «Only Love Can Break Your Heart» | Tom & Tabitha        |
| 2010 | «Splash»                         | Нік Фрю              |
| 2010 | «Self Machine»                   | Алекс Сміт           |
| 2010 | «Quicker»                        | Чайна Му-молодший    |
| 2010 | «In Spirit Golden»               | Гоуп Одікана         |
| 2014 | «Information»                    | Еліот Лі Гейзел      |
| 2015 | «Dead Arms & Dead Legs»          | tech wizards, Flat-E |
| 2015 | «After Dark»                     | tech wizards, Flat-E |
| 2015 | «Firewood»                       | tech wizards, Flat-E |
| 2015 | «Species»                        | tech wizards, Flat-E |
| 2015 | «I Followed You Home»            |                      |